# Joseph Whitworth

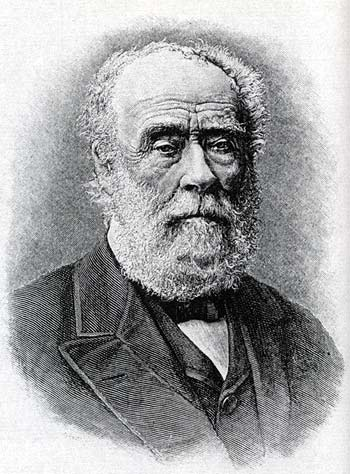
Sir Joseph Whitworth

Sir Joseph Whitworth (Stockport, 21 december 1803 - Monte Carlo, 22 januari 1887) was een Engels ingenieur, uitvinder en ondernemer.

## Vroege jaren en carrière
Whitworth werd geboren in Stockport en al op jonge leeftijd had hij een bijzondere interesse voor machines. Hij werkte als monteur in Manchester en vervolgens in Londen voor achtereenvolgens Henry Maudslay, Holtzapffel en Joseph Clement. In de werkplaats van Clement werkte hij mee aan de ontwikkeling van de beroemde mechanische rekenmachine van Charles Babbage. In 1833 keerde hij terug naar Manchester om zijn eigen zaak te beginnen voor de productie van draaibanken en andere gereedschapsmachines. Deze werden al spoedig befaamd om hun hoge standaard en vakmanschap.

## Uitvindingen
In de jaren 1830 populariseerde hij een methode voor het nauwkeurig vlakmaken van metaaloppervlakken door gebruikmaking van het zogenaamde "engineer’s blue" in combinatie met bepaalde vijltechnieken. De toepassing van deze techniek leidde tot een explosieve ontwikkeling van precisie-instrumenten en was de basis voor een verdere verbetering van allerlei constructievormen.
Zijn volgende uitvinding, in 1840, was een meetinstrument om de vlakte van oppervlakken te meten, een techniek waarbij gebruik werd gemaakt van een precisie plat vlak en een meetschroef en waarmee een nauwkeurigheid van eenmiljoenste inch werd bereikt. Dit systeem werd door hem gepresenteerd op de Wereldtentoonstelling van 1851.
In 1841 ontwierp Whitworth de eerste gestandaardiseerde schroefdraad. Nadat deze schroefdraad werd overgenomen door de Britse spoorwegmaatschappijen, die tot dan toe verschillende uitvoeringen gebruikten voor schroefdraad, werd deze in Engeland spoedig algemeen geaccepteerd. Later werd deze verheven tot Britse Standaard onder de naam "British Standard Whitworth", afgekort tot BSW.
Whitworth kreeg een opdracht van het Britse Ministerie van Defensie voor het ontwerp van een vervanger voor het 577-inch kaliber geweer, de Pattern 1853 Enfield, dat zijn tekortkomingen had aangetoond tijdens de recente Krimoorlog. Het Whitworth geweer, dat in vergelijking met het Enfield geweer met zijn 0.45 inch (11 mm) een kleiner kaliber had, de loop inwendig zeshoekig van vorm was en een langere (eveneens zeshoekige) kogel had, bleek bij prestatietests in 1859 op alle punten superieur te zijn aan zijn voorganger. Desondanks had in veler ogen de nieuwe loop de neiging tot te grote vervuiling door het kruitslijm en was de productie ervan erg duur. Daarom werd het geweer afgewezen door de Britse regering, maar daarna door het Franse leger wel gekocht. Het geweer werd tevens geëxporteerd naar Confederale Staat van Amerika en gebruikt tijdens de Amerikaanse Burgeroorlog, waar het bekend werd onder de naam "Whitworth Sharpshooters".
Het Enfield geweer werd omgebouwd tot het Snider-Enfield geweer door een Nederlands-Amerikaans wijnhandelaar uit Philadelphia. De ombouw van de oude Enfield geweren kostte slechts 12 shilling per geweer.
Koningin Victoria opende in 1860 de eerste meeting van de "British Rifle Association" in Wimbledon door een Whitworth Sharpshooter. Het geweer scoorde een bulls eye op een afstand van 400 yards.
Whitworth ontwierp ook de "Rifled Breech Loader" een 2.75 inch (70 mm) kanon voor een 12 pound 11 ounce (5,75 kg) projectiel met een bereik van 10 km. Het spiraalgegroefde projectiel werd in 1875 gepatenteerd. Nadat ook dit door het Britse leger werd afgewezen ten faveure van een kanon van William George Armstrong, dook dit kanon vervolgens ook op in de Amerikaanse Burgeroorlog.
Bij pogingen om de sterkte van de loop voor zijn geweren te verhogen, patenteerde Whithworth een proces voor vloeistofverdicht staal voor het gieten van staal onder druk. Hij bouwde hiervoor een nieuwe staalfabriek in Manchester. Een aantal van zijn gietstukken volgens dit procedé gemaakt, werd gepresenteerd op de Wereldtentoonstelling van 1867 in Parijs.
Whitworth was heel succesvol met een groot aantal van zijn ontwerpen en hij ontving hiervoor veel onderscheidingen en hij werd benoemd tot lid van de Royal Society en als president van het Institution of Mechanical Engineers. In 1850 bouwde hij het huis The Firs in Fallowfield ten zuiden van Manchester en in 1854 kocht hij Stancliffe Hall in Darley Dale, Derbyshire waar hij in 1872 met zijn tweede vrouw ging wonen.
Als voorvechter van technische ontwikkeling ondersteunde Whitworth het nieuwe "Mechanics' Institute" in Manchester en stichtte hij de "Manchester School of Design". In 1868 stichtte hij een opleidingsinstituut voor de bevordering werktuigbouwkundige techniek. Uit erkentelijkheid voor zijn successen en voor bijdragen aan het onderwijs in Manchester, is de hoofdcampus van de Universiteit van Manchester naar hem genoemd.

## Zijn dood
Whitworth overleed in Monte Carlo, waar hij verbleef om gezondheidsredenen. Hij werd begraven op het kerkhof bij de kerk in Darley Dale, St Helen in Derbyshire. Hij gaf volmacht aan zijn executeur-testamentair om zijn fortuin te spenderen aan filantropische projecten, waarvan tegenwoordig nog steeds de vruchten worden geplukt.

## Boeken
- Guns and Steel (1873) published in London by Longmans, Green, Reader & Dyer.

- Bibliothèque nationale de France: cb16970016c (data)
- Catàleg d'autoritats de noms i títols de Catalunya: 981061103867906706
- CiNii: DA0756996X
- Gemeinsame Normdatei: 119548968
- International Standard Name Identifier: 0000 0000 8112 3993
- Library of Congress Control Number: n85283138
- Nationale bibliotheek van Australië: 35894368
- Nationale Bibliotheek van Israël: 987007276933405171
- Nationale Bibliotheek van Polen: a0000003352219
- Nationale en Universitaire bibliotheek Zagreb: 000786760
- SNAC: w6dn479j
- Système universitaire de documentation: 136267017
- Museum of New Zealand Te Papa Tongarewa: 25891
- Trove: 1135303
- Virtual International Authority File: 32809196
- WorldCat: E39PBJqVPfvCctbq63xMd4w9jC